# Арсе (Златна обала)
Арсе (фр. Arcey) насеље је и општина у источном делу централне Француске у региону Бургоња, у департману Златна обала која припада префектури Дижон.
По подацима из 2011. године у општини је живело 48 становника, а густина насељености је износила 13,83 становника/km². Општина се простире на површини од 3,47 km². Налази се на средњој надморској висини од 450 метара (максималној 542 m, а минималној 290 m).

## Демографија
| 1962. | 1968. | 1975. | 1982. | 1990. | 1999. | 2011. |
| ----- | ----- | ----- | ----- | ----- | ----- | ----- |
| 25    | 26    | 32    | 33    | 42    | 45    | 48    |

График промене броја становника у току последњих година